# Albert Schilling
Albert Paul Schilling (* 21. März 1904 in Zürich; † 30. Juli 1987 in Arlesheim, heimatberechtigt in Hornussen und Arlesheim) war ein Schweizer Bildhauer.

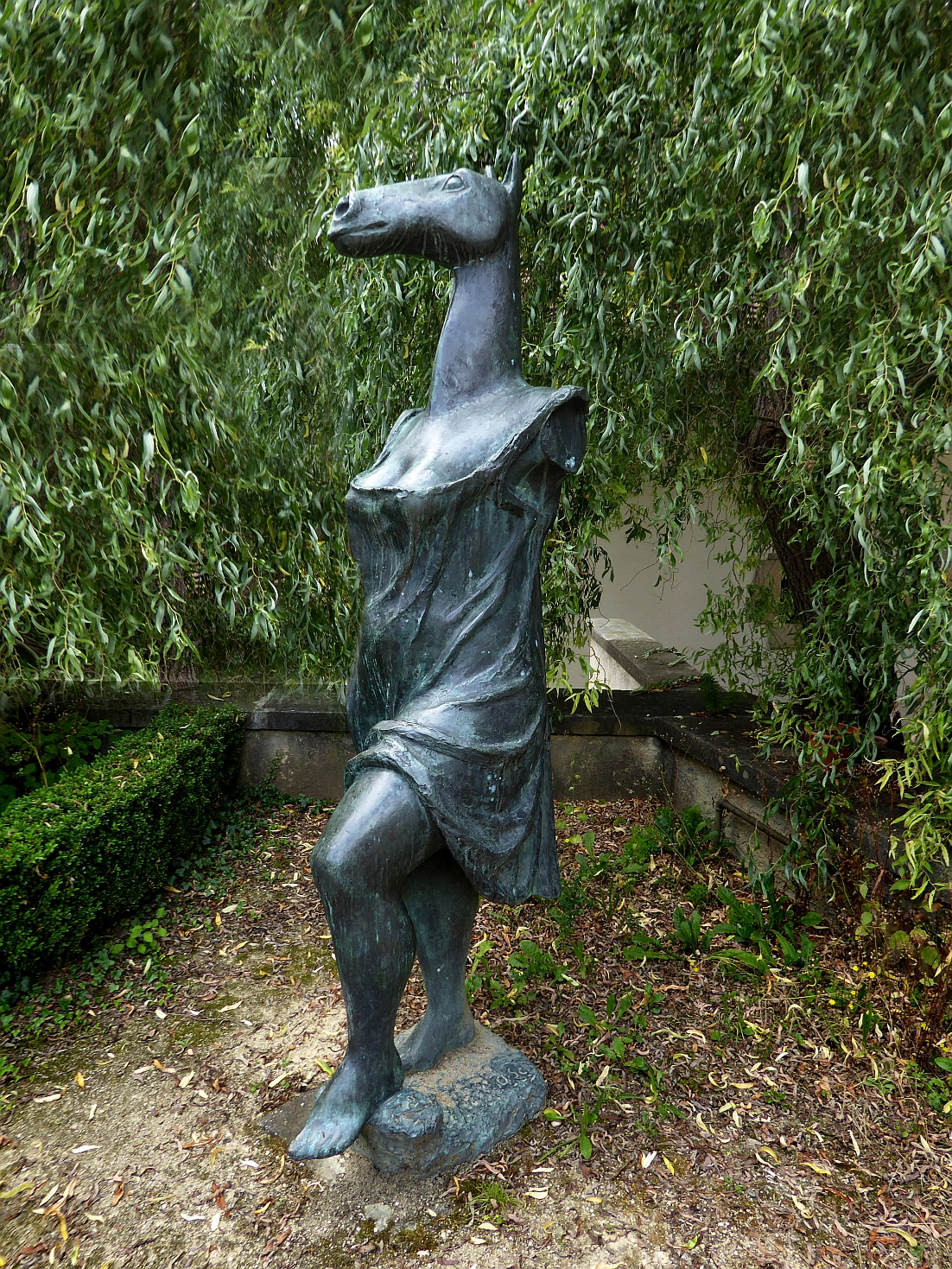
Skulptur, Demeter Erineys, Trotte Arlesheim

## Leben

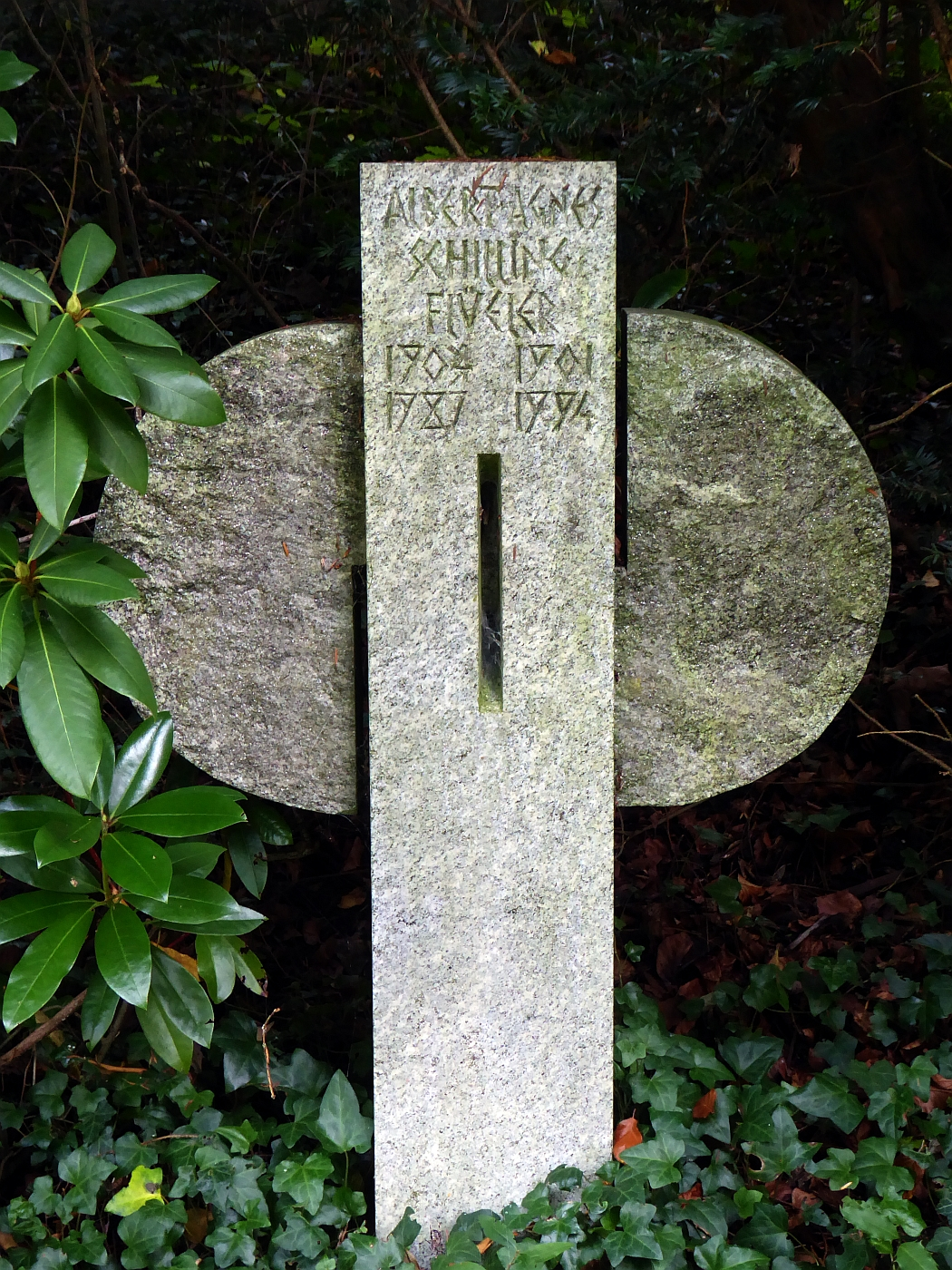
Grab auf dem Friedhof Bromhübel in Arlesheim, Basel-Land

Albert Schilling, Sohn des Postverwalters Albert Schilling senior und der Karolina Benedikta geborene Ott, besuchte zunächst die Klosterschulen Disentis und Engelberg. Nach der Matura im Jahr 1925 ging er zurück nach Zürich, um dort an der Universität bei Heinrich Wölfflin Kunstgeschichte zu studieren, was er jedoch nicht abschloss. 
Es folgten am Priesterseminar Luzern vier Semester Theologie. In weiterer Folge absolvierte Schilling von 1930 bis 1932 an der Hochschule für Bildende Künste in Berlin eine Ausbildung in Plastik und Bildhauerei: Modellieren bei Wilhelm Gerstel, Holzbildhauerei bei Otto Hitzberger und Bronzetechnik bei Kurt Kluge. Unmittelbar danach eröffnete er ein Atelier in Zürich. 
Schilling heiratete 1935 die aus Stans stammende Agnes (1901–1994), geborene Flüeler. Sie war die jüngere Schwester des Bühnenbildner, Tänzer und Glasmaler Anton Flüeler sowie von Augustina (1899–1992). Diese war Schwester im Kapuzinerkloster St. Klara in Stans und schuf als Textilkünstlerin u. a. liturgische Gewänder.
1939 zog das Ehepaar nach Stans, wo er auch sein eigenes Atelier hatte. Ab 1946 lebten sie in Arlesheim. Sein ehemaliger Schüler Xaver Ruckstuhl half ihm mehrere Wochen beim Einrichten seines Atelierhauses, indem er für ihn Gestelle und Schränke anfertigte.
1937 nahm Schilling an der Pariser Weltfachausstellung, 1961 und 1974 an Ausstellungen der Kunsthalle Basel sowie 1962 an der Biennale von Venedig teil. 1935 und 1936 wurde er mit dem Eidgenössischen Kunststipendium, 1962 dem Preis für Bildhauerei des Liturgischen Instituts in Rom sowie 1974 dem Kulturpreis des Kantons Baselland ausgezeichnet.

## Wirken
Das Werk Albert Schillings – er gilt als wichtiger Erneuerer der sakralen Kunst – umspannt die sakrale und profane Plastik und die Gestaltung ganzer Kirchenräume, unter anderem wurde er mit der Gestaltung des Altarraums im Würzburger Dom beauftragt. Überdies wirkte er als Kunsthandwerker und fertigte Schmuck an. Schilling, der bis in die 1950er Jahre gegenständlich arbeitete, wandte sich danach vermehrt abstrakten Gestaltungen zu. Etliche seiner Skulpturen im öffentlichen Raum befinden sich in Arlesheim. So konnte er 1960 für die Krypta des Arlesheimer Dom den Altar, das Taufbecken und die Madonna Skulptur anfertigen. 2014 entschieden sich die Nachfahren von Albert Schilling, den Nachlass ihres Vaters der Stiftung Kunstsammlung der Diözese Würzburg zu überlassen. Mehr als 80 Werke befinden sich in der Kunstsammlung der Diözese Würzburg.

## Werke im öffentlichen Raum (Auswahl)
- 1944: Stehende, Lopperstein, Eidgenössische Landestopographie Bern
- 1948: Lesender, Bronze, Hof der Zentralbibliothek Luzern
- 1949–1950: St. Peter und Paul, Stüsslingen (mit Hermann Baur und Ingenieur Emil Schubiger)
- 1950: Altar und Chorkreuz, in der Kirche St. Felix und Regula in Zürich-Hard
- 1950: Offenbarung, grosses Chorwandrelief in der römisch-katholischen Kirche St. Leodegar in Möhlin
- 1955: Konstantinbasilika in Trier
- 1955: Das Himmlische Jerusalem, Portal der Allerheiligenkirche in Basel
- 1955: Altar, Chorkreuz, Glasfenster und Relief in der römisch-katholischen Kirche Bruder Klaus, Gerlafingen SO
- 1956: Schlosskirche in Saarbrücken
- 1956: Pfarrkirche St. Regina in Obergösgen
- 1956: Pfarrkirche St. Nikolaus in Erlinsbach SO (9)
- 1957: Weisender Johannes Baptista, Marmor, an der Weinbergstrasse vor der Liebfrauenkirche Zürich
- 1958: Notre Dame de la Trinité, Allerheiligenkirche in Basel
- 1958: Krone des Kirchturms sowie Altar, Tabernakel und Taufstein, in der Kirche St. Laurentius in Winterthur-Wülflingen[7]
- 1958: Portrait Reinhold Schneider, in der Baden-Württembergischen Landesbibliothek Freiburg i. Br. und als Briefmarke
- 1959: Ludwigskirche in Saarbrücken
- 1959: Leichter Kubus, Altar der Bruderklauskirche in Birsfeldenl[8]
- 1959: Fischer, Solitudepark am Rhein in Basel
- 1960: Stiller Ort, in Aesch BL
- 1960: Taufstein im Dom von Arlesheim
- 1960: Taufbecken, in der Marienkirche Basel
- 1960: Altar, Ambo, Kanzel und Tabernakelsockel in der Pfarrkirche Heiliggeist (Suhr)
- 1961–1964: St. Bernhard, Mannheim
- 1962: Pfalzel-Stiftskirche in Trier
- 1962: Leuchter zum Gedenken an das Basler Konzil, Clarakirche in Basel
- 1963: Altar, Altarkreuz, Altarglocke, Leuchter und Aussenrelief in der Dreifaltigkeitskapelle Trimbach SO
- 1963: Portrait Werner Bergengruen, im Kurpark Baden-Baden
- 1963: Der vom Grab gewälzte Stein, Friedhof Bromhübel, Arlesheim
- 1964: Altar, Ambo, Taufstein und Tabernakel sowie Werktagskapelle, in der Kirche St. Mauritius Oberengstringen
- 1965–1972: Neugestaltung des Chorraums, 8 Reliefs (Lahnmarmor, Skulpturhöhe 630 cm), Würzburger Dom
- 1966: Brunnenanlage, Schulhaus Gehrenmatt, Arlesheim
- 1966: St. Stephan, Wels in Österreich
- 1972–1973: Spitalkapelle: Wandgestaltung der grossen Kapelle, Gesamtgestaltung der kleinen Kapelle im Kantonsspital BL Bruderholz
- 1974: Grabplastik, für J.S. Heinrich Alioth-De Bary (1907–1973), Ingenieur, Landrat in Arlesheim, Friedhof Bromhübel, Arlesheim
- 1976: Stein auf dem Platz, Gestaltung vor der Bruderklauskirche Basel
- 1979: Loslassen – aufnehmen, Coop Hochhaus, Münchensteiner Brücke in Basel
- 1980: Kubus beschwingt an der Bahnhofstrasse in Liestal
- 1981: Altar mit Kreuz und Kerzenständer, in der Achsenkapelle in Ottmarsheim (Frankreich)
- 1983: Kubus schwebt, am Homburgweg in Arlesheim
- 1985: Haus für das Wasser, Gestaltung vor dem Brühlschulhaus Dornach SO

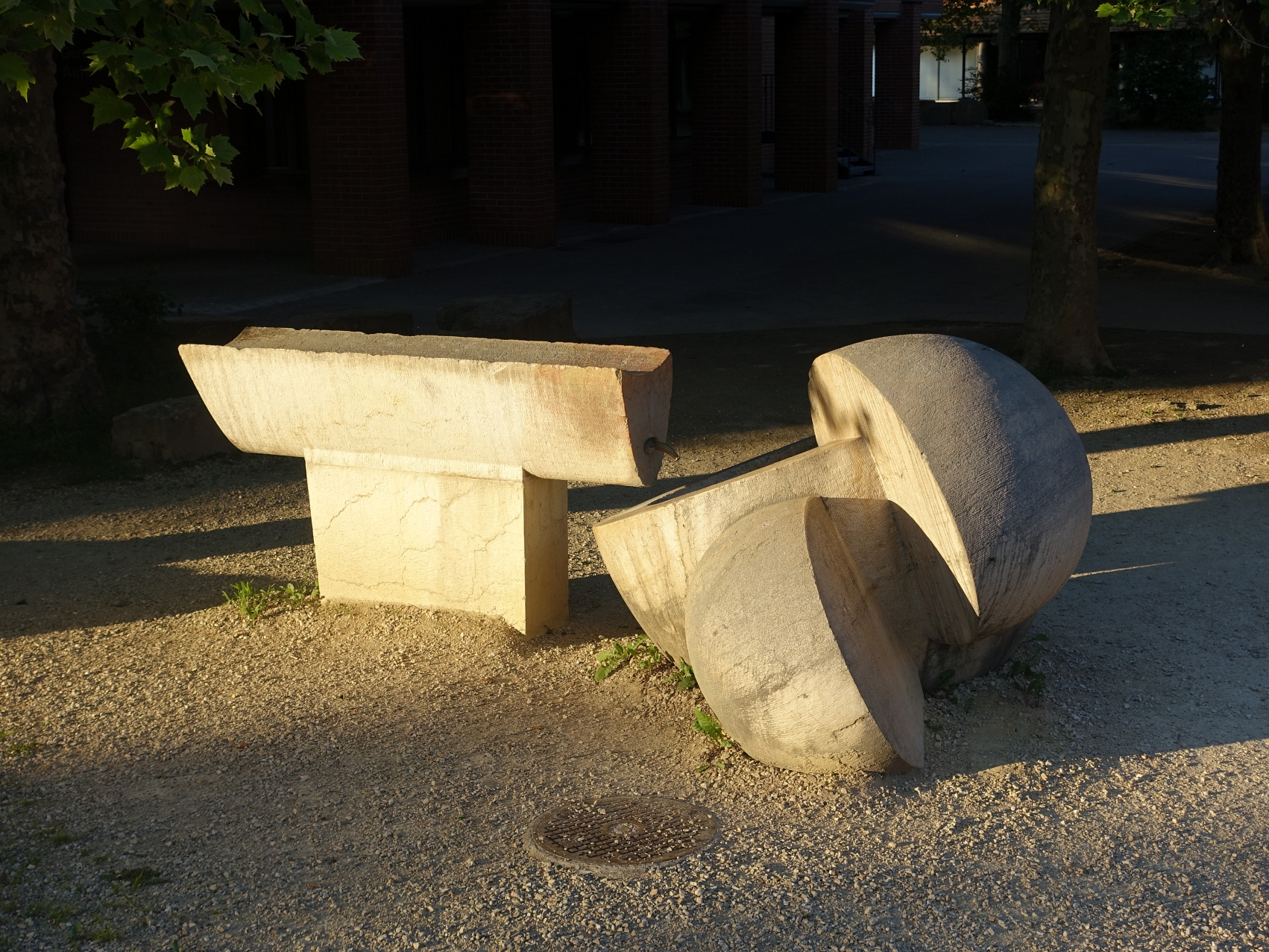
1966, Brunnenanlage, Arlesheim
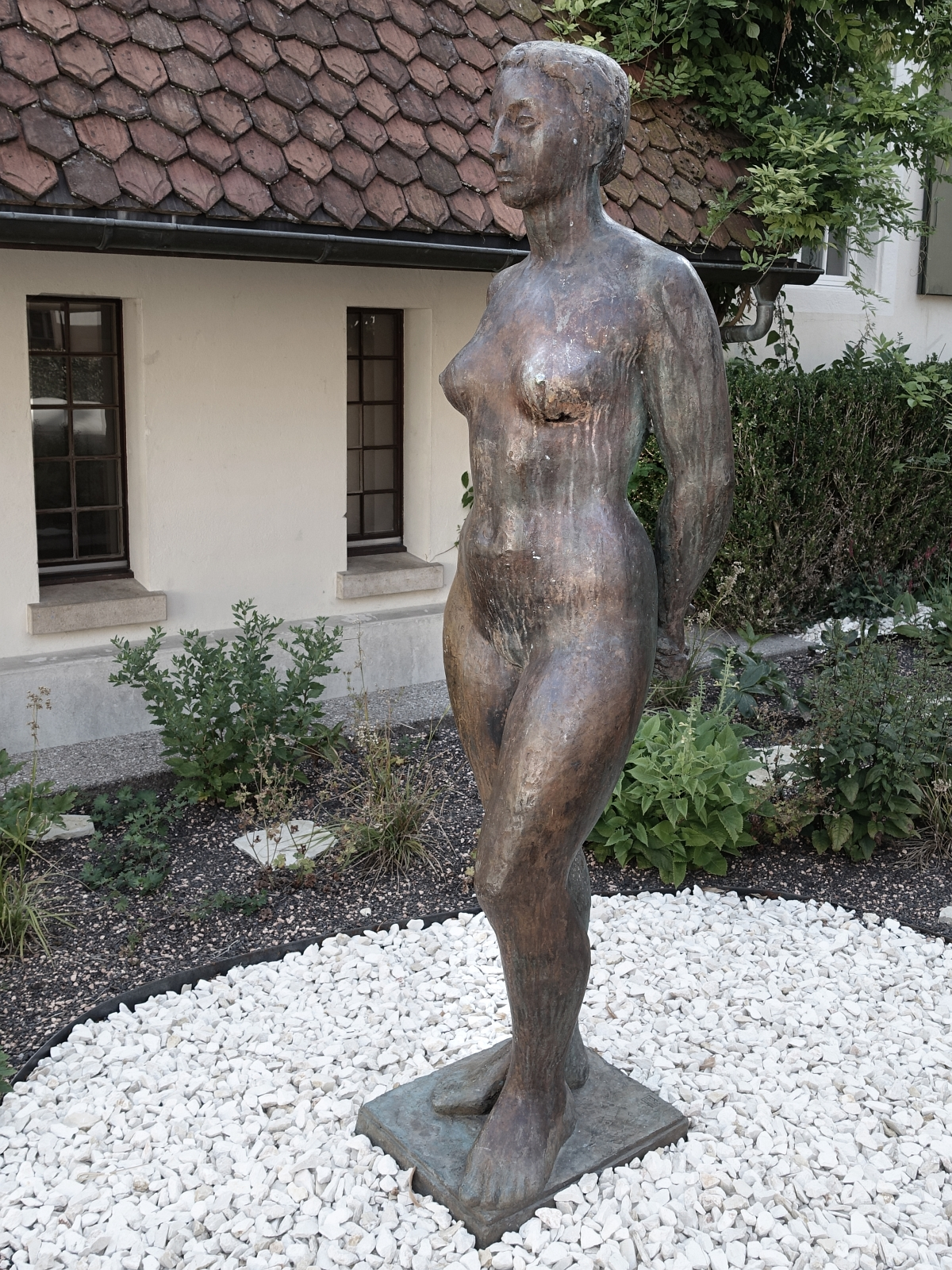
1936, Stehende, Arlesheim
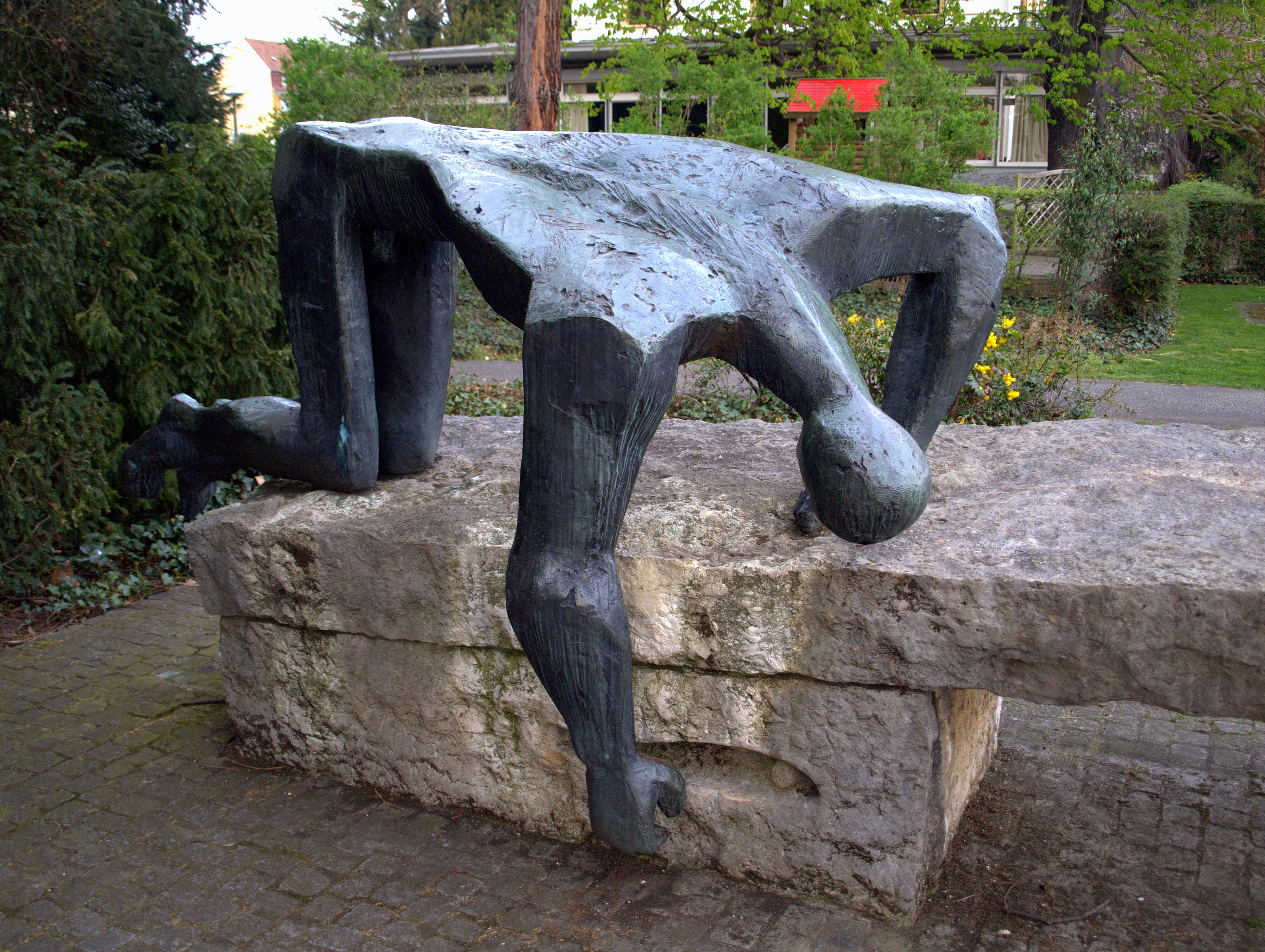
1959, Fischer, Solitudepark, Basel
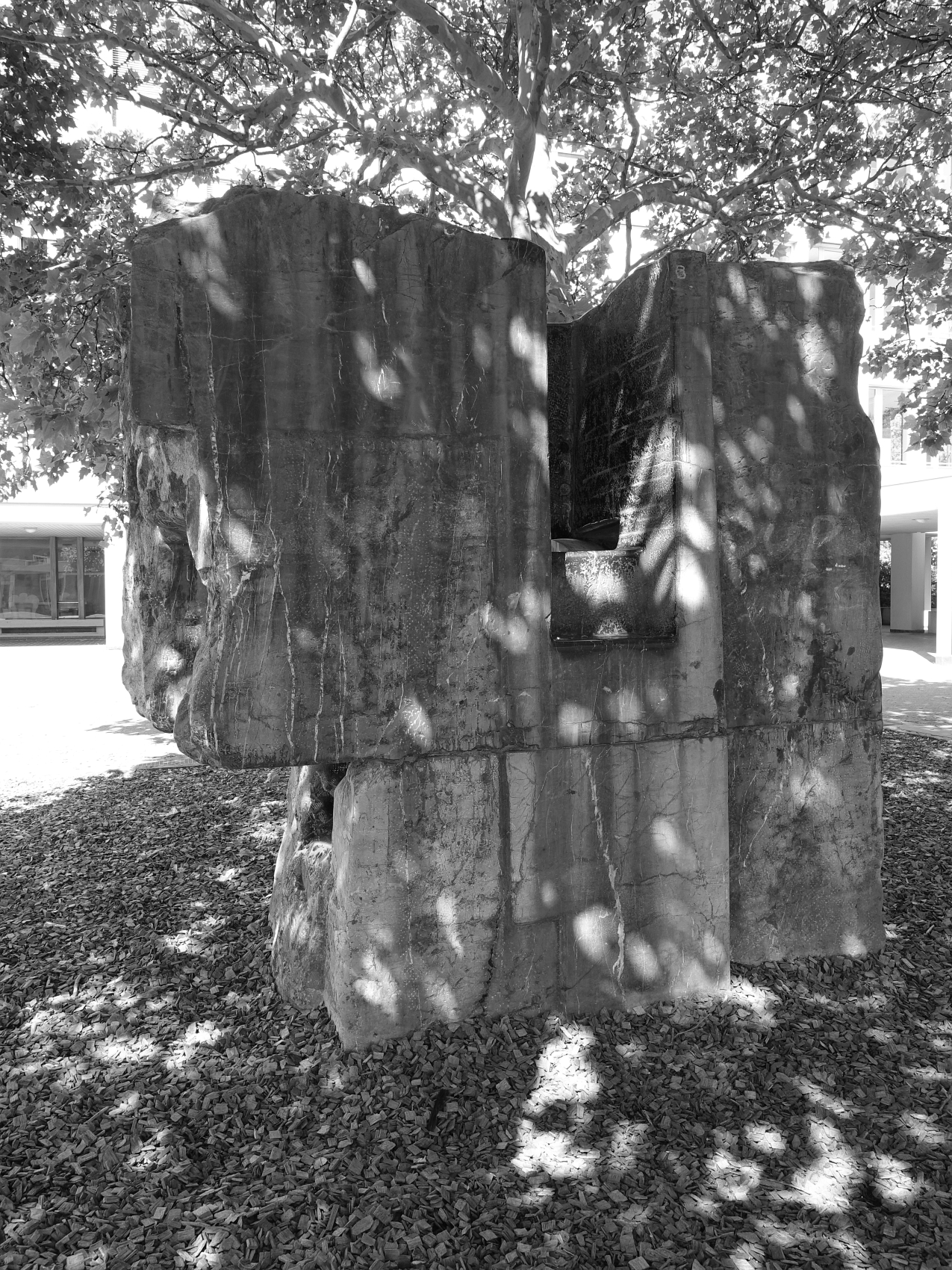
1973, Skulptur, Primarschule Fiechten, Reinach
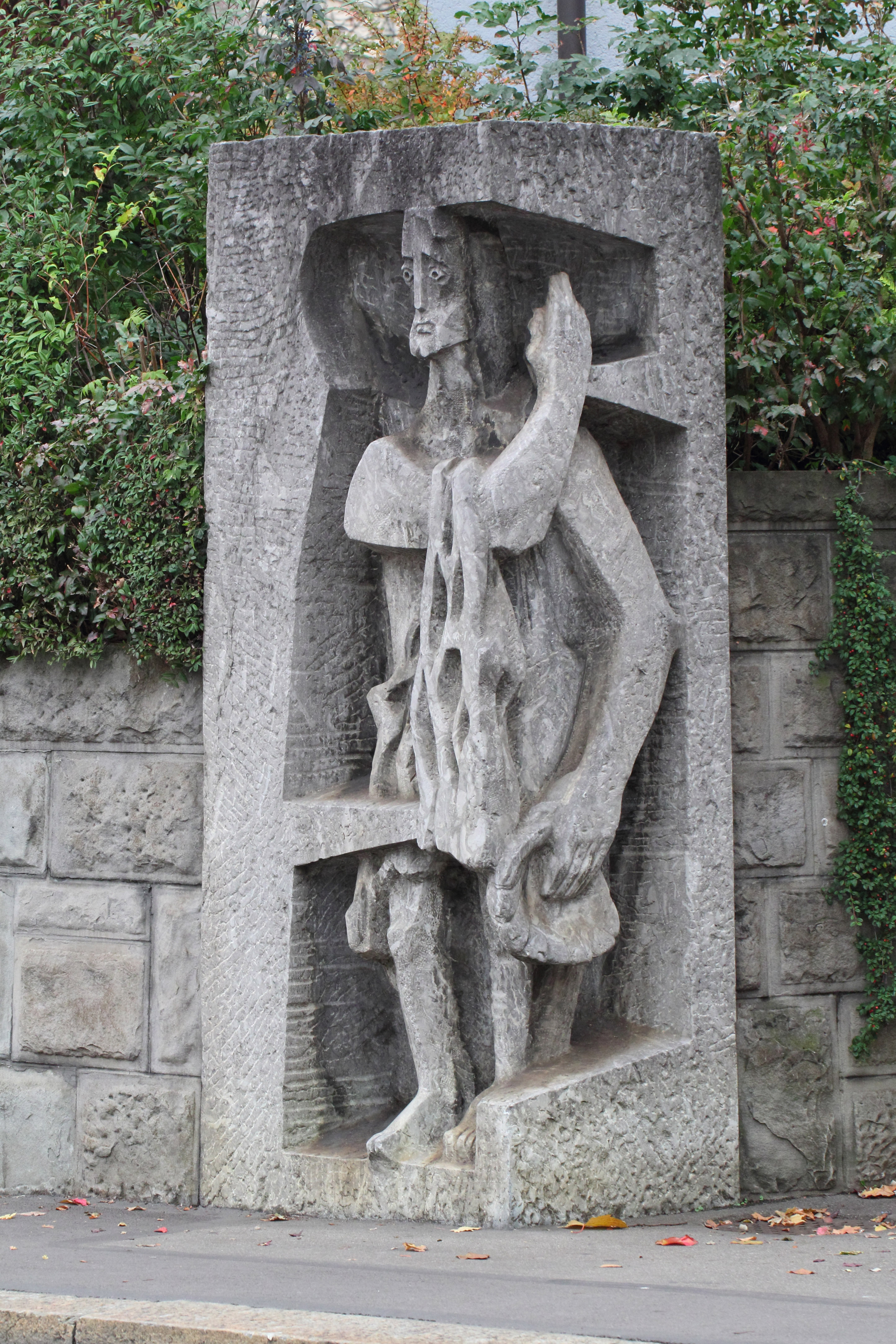
1957, Weisender (Johannes der Täufer), Ecke Leonhard-, Weinbergstrasse bei der Römisch-katholische Pfarrkirche Liebfrauen, Zürich
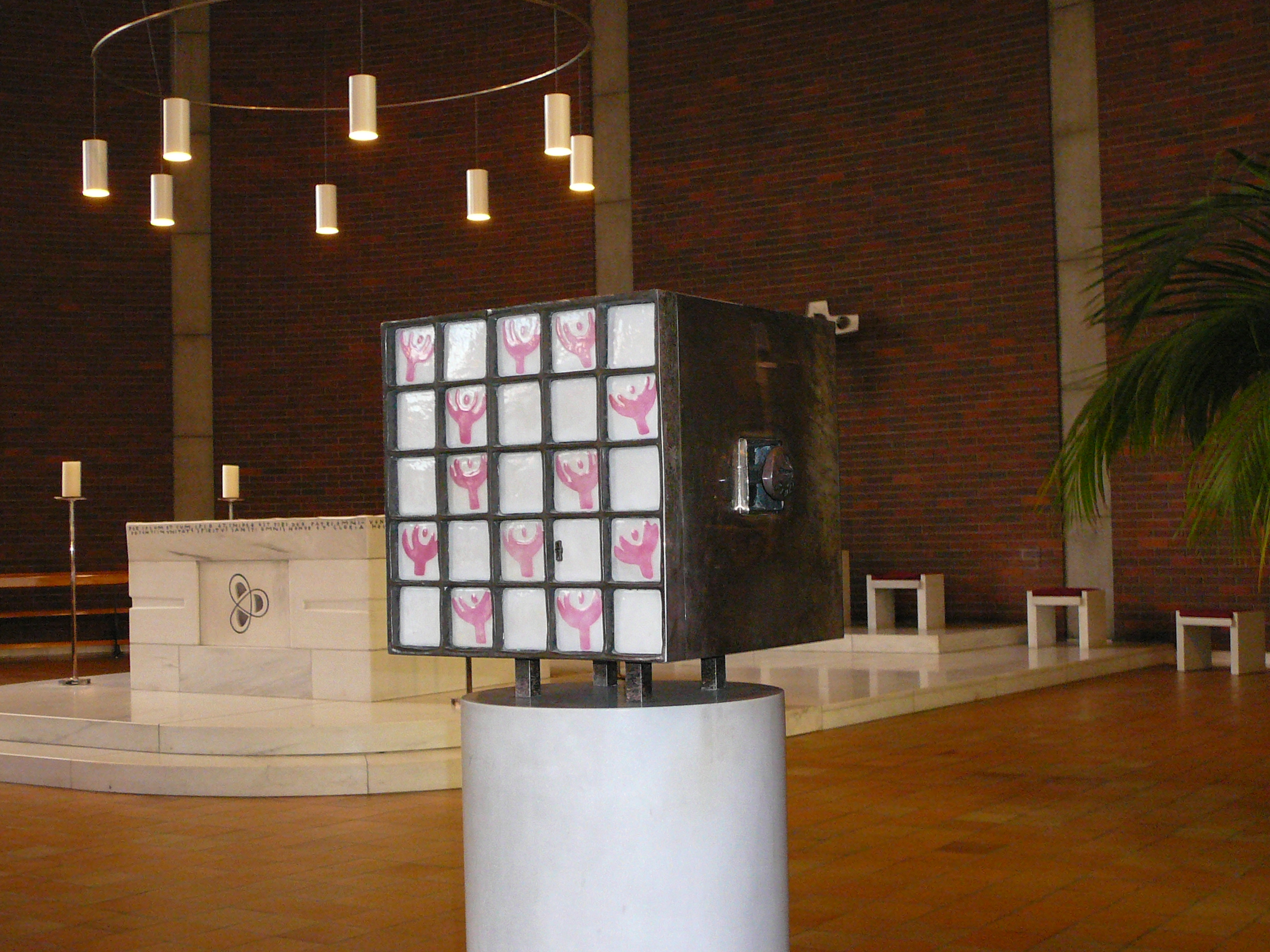
Altar und Tabernakel in der Kirche St. Laurentius (Winterthur-Wülflingen)
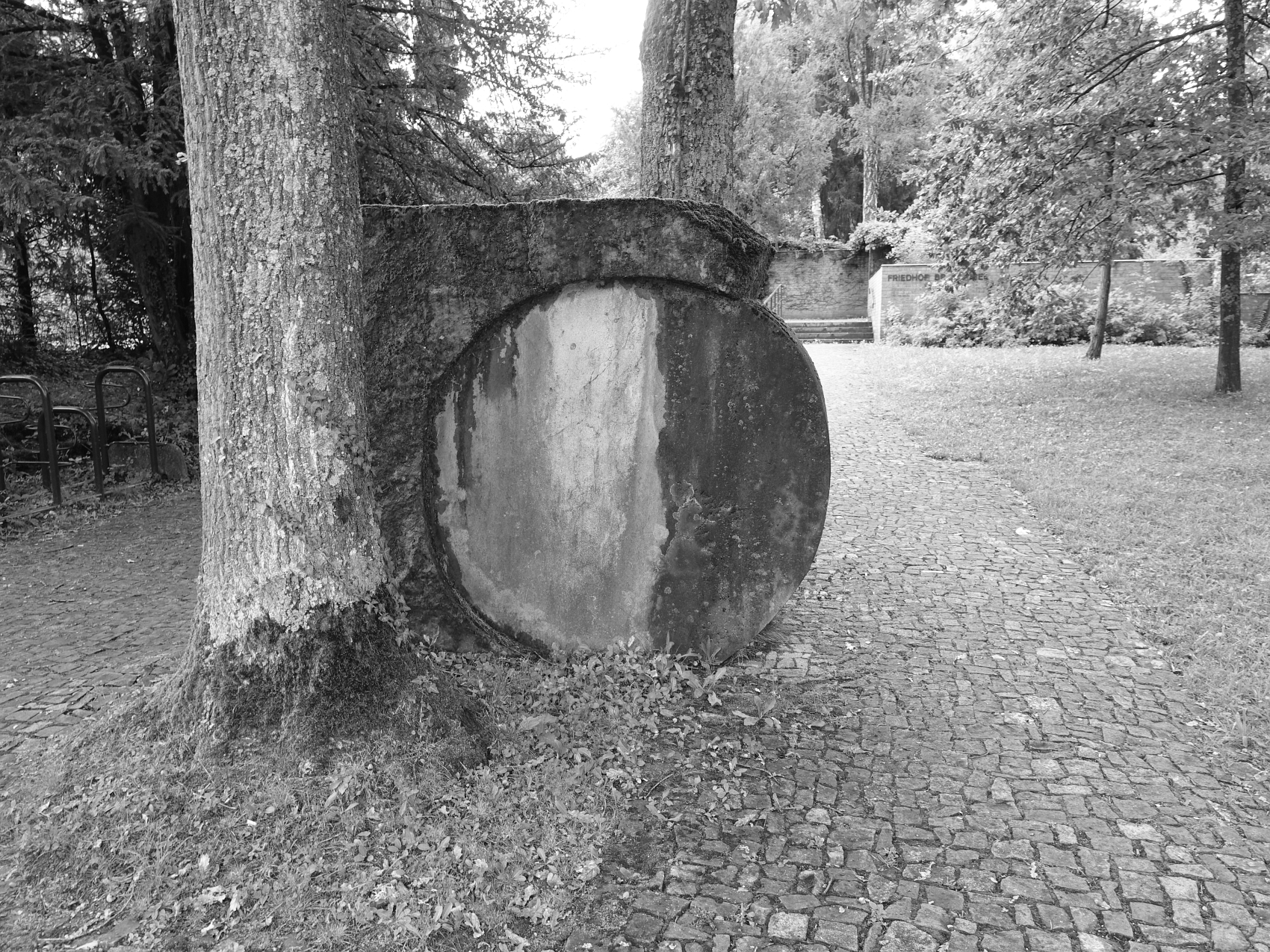
1963, Friedhof Bromhübel, Arlesheim

## Veröffentlichungen
- Zur Beziehung von Architektur und Kunst In: Architektur und Kunst, Bd. 28, 1941, S. 18–19
- Vom Altarraum in der Katholischen Kirche in Riehen. In: Jahrbuch z’Rieche 1965 (online).